# Clay City (Kentucky)
Clay City és una població dels Estats Units a l'estat de Kentucky. Segons el cens del 2000 tenia 1.303 habitants, 543 habitatges, i 367 famílies. La densitat de població era de 461,6 habitants/km².